# Diana Dėvis
Diana Sergeevna Dėvis (in russo Диана Сергеевна Дэвис?; Las Vegas, 16 gennaio 2003) è una danzatrice su ghiaccio russa naturalizzata georgiana.

## Biografia
Diana Dèvis è nata il 16 gennaio 2003 a Las Vegas, Nevada, Stati Uniti, ma all'età di tre anni si è trasferita assieme alla madre nella capitale russa. La Dèvis possiede la doppia cittadinanza, quella russa e quella americana. È l'unica figlia dell'allenatrice russa di pattinaggio Eteri Tutberidze.
Da bambina alla Dèvis venne diagnosticata una perdita dell'udito neurosensoriale di terzo grado causata da antibiotici prescritti in modo errato. Venne sottoposta a cure mediche in Germania, ma non fu possibile ripristinare completamente l'udito. Come risultato della malattia, ha una coordinazione sottosviluppata e si affida in parte alla lettura delle labbra per comunicare. Tuttavia, la disabilità non influisce sulla sua capacità di ascoltare la musica.
Nel 2022 la Dèvis si è sposata con il suo compagno di pattinaggio Gleb Smolkin.

## Carriera

### Primi anni
La madre di Diana Dèvis, Eteri Tutberidze, la portò per la prima volta su una pista di pattinaggio quando aveva solo 2 anni. Sebbene la Davis inizialmente volesse dedicarsi al nuoto sincronizzato, iniziò ad allenarsi come pattinatrice all'età di sei anni poiché era la sua unica opportunità di trascorrere del tempo con sua madre. Inizialmente venne allenata da sua madre come pattinatrice a Mosca. Tuttavia, passò alla danza sul ghiaccio nel 2016 a causa della preoccupazione della madre per la sua sicurezza nell'esecuzione di elementi di salto data la sua mancanza di coordinazione.
La Dèvis collaborò con il suo primo partner, Denis Pechuzhkin, un altro ex studente della madre, durante la stagione 2016-17. La collaborazione fu di breve durata, durò solo sei mesi prima che la Dévis trovasse un nuovo partner, Fëdor Varlamov. La coppia Dèvis/Varlamov durò per tutta la stagione 2017-18 e gareggiarono solo a livello nazionale prima di sciogliersi. Durante la collaborazione, la Dèvis venne insignita del titolo di Maestro dello sport della Federazione Russa. Nel 2018, la Dèvis iniziò la collaborazione con il suo attuale partner, Gleb Smolkin.

### Stagione 2018-19: debutto internazionale junior
La Dèvis e il suo nuovo partner Smolkin fecero il loro debutto internazionale junior nel settembre del 2018 al JGP Croazia 2018. La squadra arrivò terza assoluta all'evento dietro ai compagni di squadra russi Chudajberdieva/Nazarov al primo posto e ai concorrenti georgiani Kazakova/Revija al secondo, ma nonostante il loro piazzamento sul podio non ricevettero un secondo incarico JGP.
La squadra gareggiò altre tre volte a livello internazionale durante la stagione, finendo terza nell'evento junior alla Volvo Open Cup 2018 e seconda sia al Tallinn Trophy 2018 (junior) che ai Giochi invernali della gioventù russo-cinese 2018. Mentre ai Campionati russi di pattinaggio di figura junior del 2019 arrivarono noni.

### Stagione 2019-20
Nell'estate prima dell'inizio della stagione, la Dèvis e Smolkin trasferirono la loro base di allenamento da Mosca a Novi, nel Michigan, per lavorare con Igor' Špil'band e Pasquale Camerlengo. La coppia aprì la stagione ad agosto al JGP Stati Uniti 2019, dove vinse la medaglia d'argento dietro ai compagni di allenamento americani Nguyen/Kolesnik. Al loro secondo incarico, il JGP Russia 2019, la coppia si classificò di nuovo seconda assoluta, questa volta dietro ai compagni concorrenti russi Šanaeva/Narižnyj, e con 26 punti di qualificazione avanzò alla finale del Junior Grand Prix 2019-20. la Dèvis e Smolkin gareggiarono ancora una volta prima della finale del Junior Grand Prix, conquistando il titolo junior alla Volvo Open Cup 2019.
Alla finale del Junior Grand Prix 2019-20, la coppia Dèvis/Smolkin entrarono nella competizione come squadra ultima testa di serie e ebbero una prestazione deludente, finendo sesto in entrambi i segmenti di competizione e sesto assoluto. Tuttavia, riuscirono ad riorganizzarsi nel frattempo tra la finale e i Campionati russi juniores del 2020, riuscendo così a guadagnare la medaglia di bronzo nelle nazionali juniores, guadagnandosi un posto nella squadra russa per i Campionati mondiali juniores del 2020. Gareggiando ai Mondiali Junior, la coppia Dèvis/Smolkin ottenne record personali in entrambi i segmenti della competizione e in generale, concludendo infine al quinto posto.

### Stagione 2020-21
In seguito ad una frattura alla caviglia della Dèvis nel luglio 2020, il suo recupero a lungo termine e una conseguente malattia ritardarono il ritorno della coppia all'allenamento a tempo pieno. Non gareggiarono ai Campionati russi juniores del 2021 a gennaio, programmando un ritorno in Russia per la finale della Coppa di Russia a marzo. Alla finale della Coppa di Russia, la coppia Dèvis/Smolkin si piazzarono primi sia nella danza ritmica che nella danza libera, conquistando il titolo junior con un margine di circa 5 punti sulle medaglie d'argento Kaganovskaja/Angelopol. La coppia mantenne la danza ritmica degli Aristogatti della stagione precedente, mentre debuttarono con una nuova danza libera su selezioni dalla colonna sonora del film Moulin Rouge!.

### Stagione 2021-22: debutto nella nazionale senior e Olimpiadi di Pechino
La Dèvis e Smolkin ricevettero il loro primo incarico di Gran Premio di livello senior allo Skate Canada International del 2021, cosa che non è stata priva di controversie in Russia poiché sia loro che la coppia Morozov/Bagin, un'altra squadra con influenza politica con la Federazione russa di pattinaggio di figura, ricevettero inviti, mentre altre squadre con classifiche più alte no. Per garantire l'ammissione in Canada durante la pandemia, entrambi sono stati vaccinati con il vaccino Pfizer-BioNTech oltre ad aver precedentemente ricevuto il vaccino russo Sputnik V. La coppia debuttò con i programmi per la stagione olimpica ai test di pattinaggio russi senior del 2021.
La coppia Dèvis/Smolkin fecero il loro debutto internazionale senior la settimana dopo aver testato i pattini all'US International Classic del 2021 a Norwood, nel Massachusetts. All'evento, la coppia vinse la medaglia d'argento dietro alla coppia americana Hubbell/Donohue. Mentre allo Skate Canada International si piazzarono quinti.
Dopo l'esperienza sul circuito del Grand Prix, la coppia gareggiò in due eventi consecutivi della ISU Challenger Series a novembre del 2021. Alla CS Cup d'Austria 2021 si classificarono quarti, appena fuori dal podio, stabilendo comunque nuovi record personali in entrambi i segmenti della competizione, oltre che nella classifica generale. La Dèvis e il partner Smolkin gareggiarono poi alla CS Varsavia Cup 2021, dove vinsero il loro primo titolo internazionale. Migliorarono i loro tre nuovi record personali precedentemente stabiliti alla Coppa d'Austria la settimana prima, per conquistare la medaglia d'oro davanti alla coppia giapponese Muramoto/Takahashi al secondo posto e alla coppia americana Green/Parsons al terzo.
Al loro primo campionato russo senior a dicembre del 2021, la coppia si piazzò in modo controverso al terzo posto nella danza ritmica davanti alla squadra russa numero tre di lunga data Zagorski/Gurejro, superandoli nel segmento di oltre cinque punti. Nella danza libera, la Dèvis e il suo compagno di coppia, riuscirono a capitalizzare il ritiro della squadra russa Sinicina/Kacalapov a causa di un infortunio passando al secondo posto nel segmento. I due vinsero la medaglia d'argento dietro alla nuova coppia di campioni nazionali Aleksandra Stepanova e Ivan Bukin. Il loro piazzamento è stato, ancora una volta, non privo di controversie, con persino la medaglia di bronzo Egor Bazin che mise in dubbio l'equità del punteggio. Come risultato del loro piazzamento, la coppia Dèvis/Smolkin venne assegnata ai Campionati Europei del 2022 come una delle tre coppie di rappresentanza della Russia.
Il 14 gennaio 2022 la coppia fece il loro debutto ai Campionati Europei a Tallinn, in Estonia. Si piazzarono ottavi nella danza ritmica e settimi nella danza libera, piazzandosi al settimo posto assoluto. Alla domanda sulle controversie relative ai loro piazzamenti nazionali, Smolkin rispose: "dopo le nazionali russe, abbiamo smesso di prestare attenzione a tutto ciò. Abbiamo lasciato andare le cose ridondanti".
In seguito, il 20 gennaio 2022, la coppia Dèvis/Smolkin venne ufficialmente nominati nella squadra russa per le Olimpiadi invernali del 2022. Gareggiando nell'evento di danza delle Olimpiadi invernali del 2022, si sono piazzati quattordicesimi nella danza ritmica. Successivamente la coppia respinse le domande dei giornalisti su un crescente scandalo doping che coinvolgeva la pattinatrice Kamila Valieva, una studentessa della madre della Dèvis, Eteri Tutberidze. La coppia mantenne la quattordicesima posizione nella danza libera e concluse al quattordicesimo posto assoluto al loro debutto olimpico.

### Rilascio dalla Russia e passaggio alla rappresentanza della Georgia
In seguito all'invasione russa dell'Ucraina del 2022, il 1 marzo 2022 la coppia, insieme ai loro connazionali russi, vennero esclusi dalle competizioni internazionali a tempo indeterminato dall'International Skating Union. La Dèvis e Smolkin scelsero di rimanere negli Stati Uniti piuttosto che tornare in Russia per competere a livello nazionale durante la stagione 2022-23, scatenando voci secondo cui avrebbero pianificato di passare a rappresentare gli Stati Uniti poiché la Dèvis possiede doppia cittadinanza. La speculazione venne ulteriormente alimentata dopo che i due si erano sposati il 18 marzo 2022 e stavano lavorando per ottenere una Green Card per Smolkin. La coppia, insieme alla portavoce della Federazione russa di pattinaggio di figura Olga Ermolina, negò che avrebbe smesso di rappresentare la Russia. Tuttavia, la situazione mutò il 5 giugno 2023 quando venne annunciato che i due coniugi erano stati rilasciati dalla Federazione russa di pattinaggio di figura e avrebbero continuato la loro carriera nella danza sul ghiaccio in rappresentanza della Georgia. Diana Dèvis è di origine georgiana attraverso i suoi nonni materni.

### Stagione 2023-24: debutto per la Georgia
La coppia iniziò la loro carriera sotto la bandiera georgiana con una vittoria al Lake Placid Ice Dance International. Sul circuito Challenger, vinsero la medaglia d'argento al CS Nepela Memorial del 2023, prima di vincere quella d'oro sia al CS Nepela Memorial del 2023 che al CS Denis Ten Memorial Challenge del 2023.
La coppia ha fatto il suo debutto ai Campionati Europei nell'edizione del 2024 a Kaunas come rappresentanti della Georgia classificandosi ottavi. Mentre ai Campionati del mondo 2024 si classificarono dodicesimi.

## Programmi
| Season    | Programma corto | Free skating | Exhibition |
| --------- | --- | --- | --- |
| 2023-2024 | - Bad - Liberian Girl - Cheater di Michael Jackson Coreagrafia di Elena Novak e Alexei Kiliakov                                                                           | - Suite (dal Lago dei Cigni) di Pëtr Il'ič Čajkovskij eseguito da Riccardo Muti - Nina's Dream - Power, Seduction, Cries - Perfection (da Il cigno nero) di Clint Mansell Coreagrafia di Elena Novak, Alexei Kiliakov  | |
| 2022-2023 | La coppia non ha gareggiato durante questa stagione | La coppia non ha gareggiato durante questa stagione | La coppia non ha gareggiato durante questa stagione                                                                     |
| 2021–2022 | - Boom Boom Pow degli The Black Eyed Peas - Bom Bidi Bom (da Cinquanta sfumature di nero) di Nick Jonas & Nicki Minaj Coreografia di Pasquale Camerlengo e Adrienne Lenda | - El Tango de Roxanne interpretato da Ewan McGregor, José Feliciano e Jacek Koman - Your Song interpretato da Ewan McGregor e Alessandro Safina (da Moulin Rouge!) Coreografia di Pasquale Camerlengo e Adrienne Lenda | - Ev'rybody Wants to Be a Cat (da Gli Aristogratti) di Phil Harris Coreografia di Igor' Špil'band e Pasquale Camerlengo |
| 2020–2021 | - Ev'rybody Wants to Be a Cat (da Gli Aristogratti) di Phil Harris Coreografia di Igor' Špil'band e Pasquale Camerlengo                                                   | - El Tango de Roxanne interpretato da Ewan McGregor, José Feliciano e Jacek Koman - Your Song interpretato da Ewan McGregor e Alessandro Safina (da Moulin Rouge!) Coreografia di Pasquale Camerlengo e Adrienne Lenda | |
| 2019–2020 | - Ev'rybody Wants to Be a Cat (da Gli Aristogratti) di Phil Harris Coreografia di Igor' Špil'band e Pasquale Camerlengo                                                   | - Always Watching You - Love Is Gone di Peter Cincotti Coreografia di Igor' Špil'band e Pasquale Camerlengo | |
| 2018–2019 | - Tango: Oblivion di Astor Piazzolla - Tango: Por una Cabeza eseguita da Il Divo Coreografia di Mikhail Kolegov                                                           | - Los Muertos Vivos Estan di Tambuco - Writing's on the Wall (da Spectre) di Sam Smith Coreografia di Mikhail Kolegov                                                                                                  | - Diamonds di Rihanna                                                                                                   |

## Palmarès

### Con Smolkin per la Georgia
| Internazionali                                                                                              | Internazionali | Internazionali |
| Evento | 2023-24        | 2024-25        |
| --- | -------------- | -------------- |
| Campionati mondiali                                                                                         | 12ª            | 10ª            |
| Campionati europei                                                                                          | 8ª             | 8ª             |
| GP Cup of China                                                                                             |                | 8ª             |
| GP Skate America                                                                                            |                | 4ª             |
| CS Golden Spin                                                                                              |                | 2ª             |
| CS Budapest                                                                                                 | 1ª             |                |
| CS Denis Ten Memorial Challenge                                                                             | 1ª             |                |
| CS Finlandia                                                                                                | R              |                |
| CS Ondrej Nepela Trophy                                                                                     | 2ª             | 2ª             |
| Lake Placid IDI                                                                                             | 1ª             |                |
| Eventi a squadre                                                                                            |                |                |
| World Team Trophy                                                                                           |                | 6ª S 5ª P      |
| CS = Challenger Series; GP = Grand Prix; S = Risultato della squadra; P = Risultato personale; R = Ritirata |                |                |

### Con Smolkin per la Russia
| Internazionali                                                                                        | Internazionali | Internazionali | Internazionali | Internazionali |
| Evento                                                                                                | 2018-19        | 2019-20        | 2020-21        | 2021-22        |
| --- | -------------- | -------------- | -------------- | -------------- |
| Giochi olimpici invernali                                                                             |                |                |                | 14ª            |
| Campionati europei                                                                                    |                |                |                | 7ª             |
| GP Skate Canada                                                                                       |                |                |                | 5ª             |
| CS Ice Challenge                                                                                      |                |                |                | 4ª             |
| CS Golden Spin                                                                                        |                |                |                | R              |
| CS Warsaw Cup                                                                                         |                |                |                | 1ª             |
| CS U.S. Classic                                                                                       |                |                |                | 2ª             |
| Internazionali: categoria Junior                                                                      |                |                |                |                |
| Campionati mondiali                                                                                   |                | 5ª             |                |                |
| JGP Finale                                                                                            |                | 6ª             |                |                |
| JGP Repubblica Ceca                                                                                   | 3ª             |                |                |                |
| JGP Russia                                                                                            |                | 2ª             |                |                |
| JGP Stati Uniti                                                                                       |                | 2ª             |                |                |
| Tallinn Trophy                                                                                        | 2ª             |                |                |                |
| Volvo Open Cup                                                                                        | 3ª             | 1ª             |                |                |
| Nazionali                                                                                             |                |                |                |                |
| Campionati russi                                                                                      |                |                |                | 2ª             |
| Campionati russi juniores                                                                             | 9ª             | 3ª             | R              |                |
| Coppa russa                                                                                           |                |                | 1ª             |                |
| CS = Challenger Series; GP = Grand Prix; JGP = Junior Grand Prix; R = Ritirata; C = Evento cancellato |                |                |                |                |